# Trypanosoma basrensis
Trypanosoma basrensis – kinetoplastyd z rodziny świdrowców należący do królestwa Protista.
Pasożytuje w osoczu krwi Aspius vorax ryby z rodziny karpiowatych. Jest to pasożyt  kształtu wydłużonego. Długość ciała wynosi 21,98 μm. Wola wić u zbadanych egzemplarzy jest długości 14,59 μm.
Jądro jest wydłużone owalnego kształtu na końcach o długości 2,55 μm, szerokości 0,85 μm. Odległość między jądrem a kinetoplastem wynosi 10,68 μm. 
Występuje w Iraku.